# Paraperipatus amboinensis
Paraperipatus amboinensis är en klomaskart som beskrevs av Pflugfelder 1948. Paraperipatus amboinensis ingår i släktet Paraperipatus och familjen Peripatopsidae. Inga underarter finns listade i Catalogue of Life.